# Taiwanomyia setulosa
Taiwanomyia setulosa is een tweevleugelige uit de familie steltmuggen (Limoniidae). De soort komt voor in het Oriëntaals gebied.